# Schmedeswurth
Schmedeswurth település Németországban, Schleswig-Holstein tartományban. Lakosainak száma 191 fő (2023. december 31.).

## Népesség
A település népességének változása:
| Lakosok száma | 231  | 183  | 176  | 176  | 191  | 191  |
|               | 1975 | 2017 | 2019 | 2021 | 2022 | 2023 |